# 뇌자도
뇌자도(腦磁圖, Magnetoencephalography, MEG)는 신경 세포들 사이의 전류 흐름으로 유도된 자기장을 측정하는 뇌기능영상법이다. 굉장히 민감한 자력계를 필요로 한다. 현재로서는 SQUID를 사용하는 경우가 대부분이며, 최근에는 SERF를 사용하는 방식도 탐구되고 있다. 인지기능에 대한 연구 등의 기초 연구 분야와, 손상된 뇌 부위를 찾는 등의 임상 분야에서 모두 사용된다.

## 역사

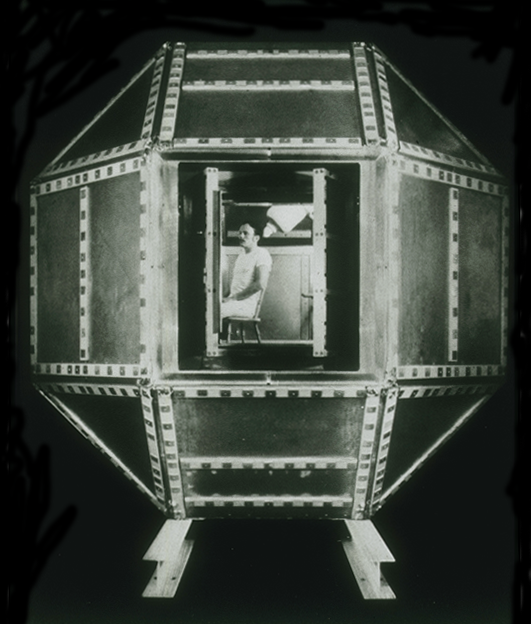
코언 박사가 MIT에서 제작한 초기 형태의 MEG.

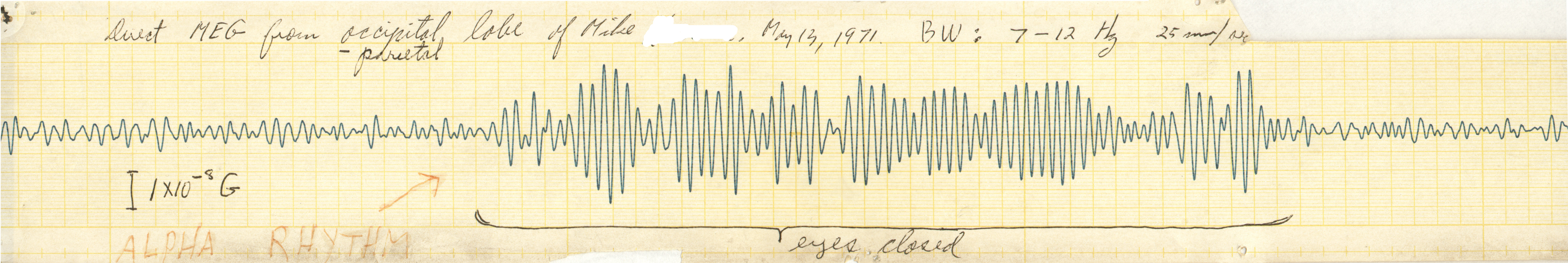
코언 박사가 SQUID로 측정한 첫 번째 뇌자도도.

MEG 신호는 아직 SQUID가 개발되기 전인 1968년 일리노이 대학교의 물리학자 데이비드 코언이 구리 코일을 가지고 처음으로 측정하였다. 당시에는 자기 배경 노이즈를 줄이기 위해 자기차폐된 공간을 만들어 거기서 MEG 신호를 측정하였다. 구리 코일 검출기의 민감도가 매우 낮아 당시 측정한 신호는 매우 부정확했다. 후에 코언은 MIT에서 훨씬 더 나은 차폐실 안에서 포드사의 연구원 제임스 E. 짐머만이 개발한 최초의 SQUID 탐지기 중 하나를 사용하여 MEG 신호를 다시 측정했다. 이번에는 MEG 신호가 뇌전도 신호와 거의 비슷했다.
이후 SQUID를 통해 MEG를 측정하는 방법에 많은 변화가 생긴다. 처음에는 단일 SQUID 검출기를 통해 피험자의 머리 주위 여러 지점에서 자기장을 연속적으로 측정했다. 그러나 이 과정이 너무 번거로웠기 때문에 1980년대에는 머리의 넓은 영역을 덮을 수 있는 센서 배열을 제작하기 시작했다. 현대의 MEG 배열은 헬멧 모양의 진공 플라스크에 설치되어 있으며 일반적으로 300개의 센서가 머리 대부분을 덮는 형태로 제작된다.
스핀 교환 이완 자유(SERF) 자력계를 사용하여 MEG 스캐너의 휴대성을 증가시키는 방안도 모색되었다. SERF 자력계는 부피가 큰 냉각 시스템이 필요하지 않기 때문에 SQUID MEG 기기보다 더 작으면서도 동등한 민감도를 가지는 것이 가능하다. 2012년, MEG는 칩 크기의 원자 자력계(CSAM, SERF의 일종)로도 측정할 수 있다는 것이 증명되었다. 2017년에 연구원들은 휴대용 개별 3D 프린팅 헬멧에 설치된 SERF 자력계를 사용하는 작업 프로토타입을 만들었는데, 그들은 인터뷰에서 자전거 헬멧과 같이 미래에 사용하기 더 쉬운 것으로 교체할 수 있다고 말했다.

## 뇌자도 신호

뇌에서 자기장이 생성되는 원리에 대한 도식

신경세포들이 동기화되어 전류가 흐를 때 일종의 쌍극자처럼 기능하기 때문에 전자기유도에 의해 축을 중심으로 한 자기장이 유도된다. 이 때 피질의 자기장은 대략 10 fT정도로 알파파의 경우는 1 pT정도이다. 신호를 측정하기 위해 대략 5만개의 뉴런이 동시에 활성화되어야한다. 이와 같은 활성은 대뇌 피질에 수직으로 배치되어있는 피라미드 세포층에서 주로 일어난다. 이 세포들은 주로 대뇌고랑에 배치되어있다. 또한 1 pT는 대략 0.1 μT 수준인 자연 속 자기장 노이즈보다 십만 배가량 적은 수치이기 때문에 주위의 자기장 노이즈를 차폐하는 것이 가장 중요한 문제 중 하나이다.
활동전위는 일반적으로 자기신호를 만들어내지 못하는데, 이는 활동전위로 인한 자기장들은  거시적 관점에서는 서로 상쇄되는 것이 일반적이기 때문이다. 그러나 말초신경의 경우는 활동전위의 자도를 측정하는 것이 가능하다.

## 다른 뇌영상기법과 비교
MEG는 1960년대부터 개발되었으나, 최근 컴퓨팅 알고리즘과 하드웨어의 발전 덕분에 크게 향상되었다. MEG는 매우 높은 시간 해상도(1ms 이하)로 뇌의 활동을 측정할 수 있으며 공간 해상도 역시 우수하다. MEG 신호는 뉴런 활동의 직접적인 측정값이므로, 시간 해상도는 뇌피질전도등 두개내 전극의 시간 해상도와 비교할 만하다.
MEG는 뇌전도(EEG), 양전자 방출 단층촬영(PET), 그리고 기능적 자기공명영상(fMRI)과 같은 다른 뇌 활동 측정 기술과 상호보완적이다. MEG의 장점으로는 두개골 및 두피의 구조의 영향을 받지 않고, 비침습적이며, 그리고 PET와 달리 이온화 방사선의 비사용성이 있다. 또한, MEG는 fMRI에 비해 높은 시간 해상도를 제공한다.

### EEG와 비교
EEG와 MEG 신호는 동일한 신경생리학적 과정에서 발생하지만, 두 방법에는 중요한 차이점이 있다. 자기장은 두개골과 두피에 의해 왜곡되는 정도가 전기장보다 적기 때문에 MEG는 EEG보다 더 나은 공간 해상도를 제공한다. 두피 EEG는 구형 부도체 내에서 접선성(tangential)과 방사성(radial) 성분 모두에 민감한 반면, MEG는 접선성 성분에 민감하다. 따라서 EEG는 대뇌고랑(sulci)과 대뇌이랑(gyri) 상단의 활동을 모두 감지할 수 있는 반면, MEG는 주로 대뇌고랑에서 발생하는 활동에 민감하다. 결과적으로 EEG는 더 많은 뇌 영역의 활동을 감지할 수 있지만, MEG가 감지한 활동은 더 높은 정확도로 위치를 파악할 수 있다.
두피 EEG는 시냅스 후 전위로 인해 생성된 세포외 체적 전류에 민감하다. 반면, MEG는 주로 이러한 시냅스 전위와 관련된 세포내 전류를 감지하는데, 이는 구형 부도체에서 세포외 전류 성분이 상쇄되는 경향이 있기 때문이다. 자기장은 거리의 함수로 전기장보다 더 빠르게 감쇠되므로, MEG는 대뇌 피질의 활동에 더 민감하다. 마지막으로 MEG는 기준점과 독립적(reference-free)이지만, EEG는 기준전극에 의존한다는 차이점이 있다.

## 같이 보기
- 전기생리학
- 자기계
- 초전도 양자 간섭 장치